# Marik Roeder
Marik Aaron Roeder (* 14. August 1989 in West-Berlin) ist ein deutscher YouTube-Animationskünstler, Radiomoderator, Buchautor und Betreiber des YouTube-Kanals darkviktory. Seine Animationsserie TubeClash wurde mehrfach mit dem Deutschen Webvideopreis und sein animiertes und gleichzeitig redaktionell betreutes Newsmagazin BrainFed – Fütter dein Hirn! mit dem Grimme Online Award ausgezeichnet.

## Leben
Marik Roeder wurde in Berlin-Spandau geboren. Seine Mutter war Pferdewirtin und sein Vater ist Baumpfleger. Als er in die dritte Klasse kam, zog die Familie nach Fliederhorst bei Friesack ins Havelland. Dort besuchte er das Gymnasium Friedrich Ludwig Jahn in Kyritz. Mit 16 machte er ein Praktikum bei der Kommunalen Arbeitsgemeinschaft Tolerantes Brandenburg (katte e. V.) in Potsdam und entdeckte dort unter anderem seine Begeisterung für die Stadt Potsdam, wo er lebt, unterbrochen durch ein Auslandsjahr in London 2017/18. 2009 machte Roeder sein Abitur und begann 2011 eine Berufsausbildung zum Mediengestalter Bild und Ton bei der Film und Video Untertitelung GmbH in Potsdam-Babelsberg. Zu dieser Zeit war er jedoch bereits auf YouTube aktiv. Dies wurde für ihn bald wichtiger, sodass er die Ausbildung 2013 abbrach, um als freiberuflicher Animationskünstler tätig zu sein.
2006 veröffentlichte Roeder den Roman Vertraute Dir…, der zum großen Teil seine eigene damalige Lebenssituation widerspiegelt. Mit 15 hatte sich Roeder in seinen engsten Kumpel verliebt und outete sich als schwul, anders als dieser. Diese Beziehung bedeutete ein ewiges Versteckspiel mit seinem Geliebten ohne Chance auf ein gemeinsames Leben. In dem Roman beschreibt Roeder mit einfachen Worten das Leben des 16-jährigen Punks Ben. Ben lebt in ständiger Angst vor rechtsradikalen Banden, seine beste Freundin nimmt sich das Leben und er verliebt sich auch noch in seinen besten Freund. Da es Ben nicht gelingt, sich mit seinen Gefühlen ernsthaft auseinanderzusetzen, und er in dieser für ihn schweren Zeit der Trauer und Einsamkeit auch keine Unterstützung von außen erfährt, versucht er durch Selbstverletzung dem Schmerz ein Ventil zu geben. Weitere Songtexte, Gedichte und Kurzgeschichten veröffentlicht Roeder seit 2008 auf seinem Blog The Melancholy of darkviktory.
2008 erstellte Roeder die im Manga-Stil gehaltene Bild-Serie Coming Out in Dallow, die eine Liebesgeschichte zeigt, bei der zwei Jungen verschiedene Wege zu ihrem Coming-out beschreiten und sich am Ende finden und verlieben. Die großformatigen Bilder wurden zu einer Wanderausstellung zusammengestellt. Erster Ausstellungsort war im April 2008 der Landtag Brandenburg, wo die AIDS-Hilfe Lausitz auf Einladung der SPD-Fraktion in deren Räumen eine Ausstellung organisierte. Die anlässlich des Potsdamer Christopher Street Days stattfindende Ausstellung wurde von der damaligen brandenburgischen Ministerin für Arbeit, Soziales, Gesundheit und Familie, Dagmar Ziegler, eröffnet. Weitere Stationen der Ausstellung waren die Abschlussveranstaltung des Christopher Street Days Cottbus, die ver.di-Bundesverwaltung und 2013 das Rathaus Göttingen. Der Ausstellung wurde beim Kreativ-Wettbewerb „Schimpfwort Schwule Sau“ des schwulen Antigewaltprojektes Maneo des Berliner Mann-O-Meter der zweite Preis verliehen.
2010 nahm Roeder an einem Filmprojekt der Theatergruppe „Bühnenreif“, einem Projekt der Berlin-Brandenburgischen Landjugend, teil. In dem vom Europäischen Sozialfonds geförderten Landkrimi Nur das Kaninchen war Zeuge spielt er die Rolle des Ökobauern Holger.
2011 gestaltete er im Rahmen des brandenburgweiten Graffiti-Wettbewerbs „208 Meter Toleranz“ den Bauzaun des neuen brandenburgischen Landtags im Stadtzentrum mit einer schwulen Coming-out-Geschichte.
Roeder wohnt mit seinem langjährigen Partner Kostas Dennis Weiß in Potsdam.

## YouTube-Karriere
Roeders YouTube-Kanal darkviktory ist nach der ab November 1999 veröffentlichten Maxiserie Batman: Dark Victory von Jeph Loeb und dem Zeichner Tim Sale benannt. Zu Beginn seiner YouTube-Karriere im Jahr 2006 war er Teil der sogenannten Fandubber-Szene. In dieser Szene nehmen Fans meist japanische Animes, bauen deren Internationale Tonspur nach, übersetzen die Dialoge und erstellen eine deutschsprachige Synchronisation, die dann wieder auf YouTube hochgeladen wird. Nebenbei war er auch auf verschiedenen anderen Kanälen aktiv, so zum Beispiel auf dem 2008 gegründeten Kanal GermanWildcats. Auf GermanWildcats synchronisierte er mit zwei anderen YouTuberinnen den kompletten Film High School Musical 2 und den Anfang des Films High School Musical 3: Senior Year neu. Diese Videos tragen den Namen Nicht Noch Eine High School Musical Parodie. Da die Fandubber nicht die Rechte für die Verbreitung des Bildmaterials besaßen, kam es zu einer Sperre des YouTube-Kanals. Aus denselben Gründen wurde auch Roeders Kanal darkviktory im Oktober 2009 gesperrt. Daraufhin legte er den neuen Kanal darkvikt0ry mit der Ziffer „0“ anstelle des „o“ an. Um weitere Sperren zu vermeiden, begann Roeder die Animationen für diesen Kanal selbst zu zeichnen und zu synchronisieren. Diese eigenen Animationen, von ihm Animariks genannt, boten ihm mehr künstlerische Freiheit, da er nun seinen eigenen Humor und schwule Charaktere in die Animationen mit einbringen konnte. Eine der ersten Animariks war die sechsteilige Reihe Death Note, in der die beiden Hauptcharaktere Light Yagami und L homosexuell sind. Diese Animariks sind angelehnt an die Geschichte Death Note von Tsugumi Ōba und dem Zeichner Takeshi Obata. Durch seine Sprecher-Erfahrungen auf YouTube bekam er auch einige kommerzielle Hörspielrollen und Voiceovers für Fernsehproduktionen.
Nachdem bei der Abstimmung in der achten Staffel von Deutschland sucht den Superstar die Telefonnummern vertauscht worden waren, veröffentlichte Roeder auf seinem Kanal eine animierte Parodie der Sendung, in der er die Glaubwürdigkeit der Abstimmung infrage stellt. In dieser Parodie tritt auch zum ersten Mal die Figur des Couchman auf, der das Geschehen in der Parodie aus Sicht des Zuschauers auf dem Sofa kommentiert. Aufgrund des großen Erfolges dieser DSDS-Parodie folgten noch weitere Parodien der DSDS-Staffeln von 2012, 2013 und 2014 und auch von anderen TV-Sendungen wie Das Supertalent oder Ich bin ein Star – Holt mich hier raus!. Die Parodie der Finalfolge der neunten Staffel von Deutschland sucht den Superstar wurde 2013 für den Deutschen Webvideopreis in der Kategorie LOL nominiert. Die Parodien des Dschungelcamps waren 2014 auch auf dem Fernsehsender joiz in Deutschland und in der Schweiz zu sehen.
Beim von Februar bis April 2016 zum zweiten Mal laufenden Videowettbewerb Your Turn ist Roeder in der Jury vertreten. Der Wettbewerb wird von seinem Netzwerk Endemol beyond veranstaltet, vom Medienboard Berlin-Brandenburg gefördert und von Google Ireland gesponsert. Der Wettbewerb fördert die fünf kreativen Talente im Bereich Online-Video, die einen Beitrag zum Thema Hauptstadtregion Berlin-Brandenburg eingereicht haben, mit insgesamt 70.000 Euro.

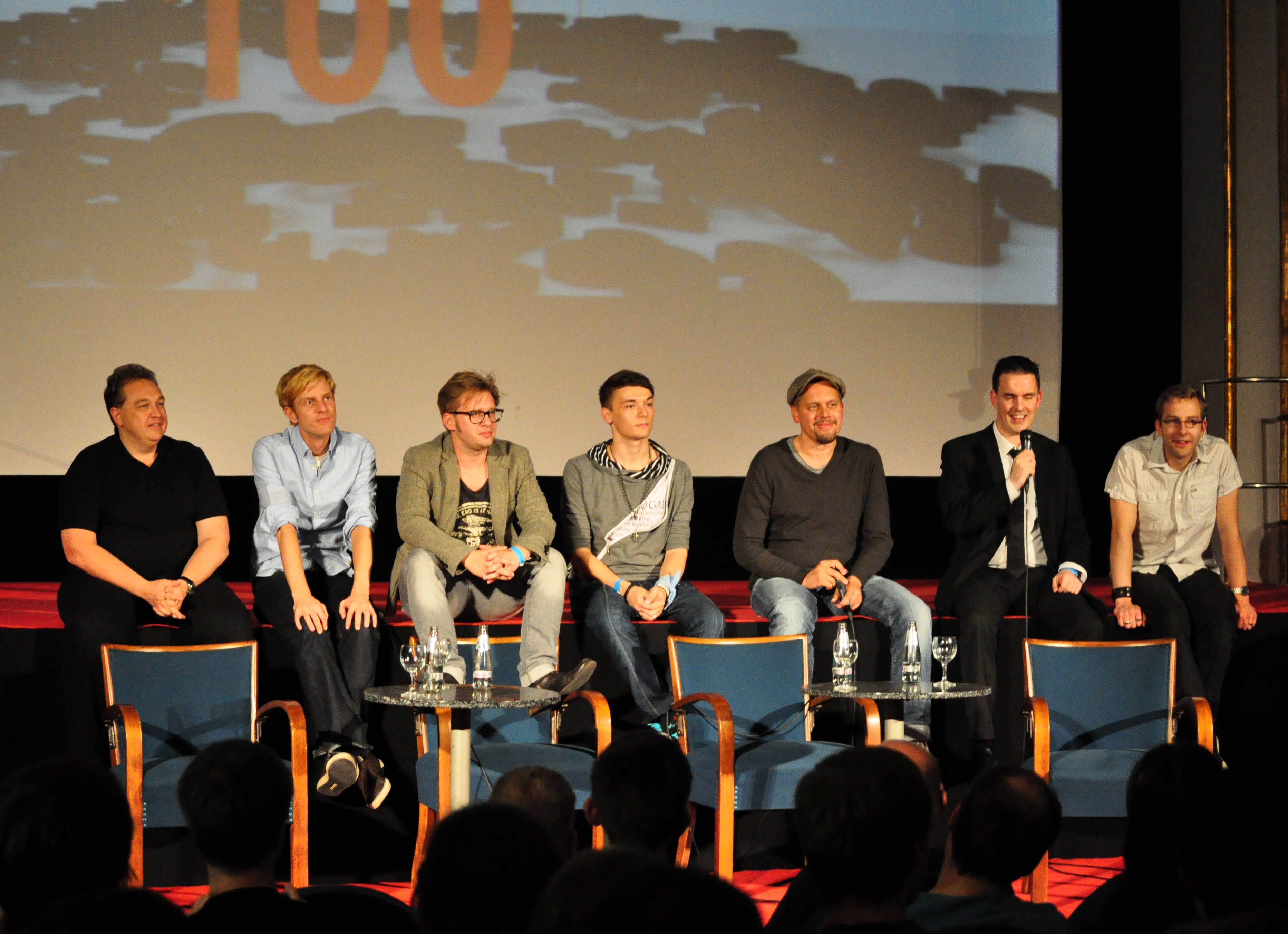
Roeder bei der Aufzeichnung der 100. Folge Fernsehkritik-TV am 14. September 2012 im Kino Babylon in Berlin-Mitte

Roeders Animationen finden sich auch auf anderen YouTube-Kanälen: in unregelmäßigen Abständen veröffentlicht er Gastbeiträge für das Onlinemagazin Fernsehkritik-TV und das Onlineportal Massengeschmack-TV. Seit Juni 2017 ist er Teil des Kollaborationskanals KidsVonDamals, der sich mit den Themen Disney und Kindheits-Nostalgie befasst. Außerdem betreibt Roeder weitere Kanäle auf YouTube: TheDVlogic für Vlogs, darkviktoryDub für Songs und Fandubs und darkviktoryWithoutC für englischsprachige Inhalte. Die Marke von 100.000 Abonnenten erreichte sein Kanal darkvikt0ry im August 2014, im November 2015 erreichte er 500.000 Abonnenten.

### BrainFed
BrainFed – Fütter dein Hirn! war ein animiertes Newsmagazin, das im zweiwöchentlichen Rhythmus zwischen Juli 2014 und Mai 2017 erschien. In den Animationsvideos griff darkviktory aktuelle Themen aus Politik und Gesellschaft auf und bereitete sie für ein jugendliches Publikum auf. Die Folgen waren mit etwa 2:30 bis 4 Minuten etwas kürzer als andere News-Formate auf YouTube. Die Themen wurden von einer Redaktion, die von Franzi von Kempis geleitet wird, recherchiert, die Texte wurden von Roeder geschrieben und gesprochen. Zahlen, Fakten und Botschaften wurden durch die animatischen Darstellungen von Roeder und Alican Kuzu verständlicher und einprägsamer gemacht. Die Reichweite betrug etwa 100.000 Aufrufe pro Video. Ab Januar 2015 gab es auch das Zusatzformat BrainFed-Nachschlag, in dem jeweils ein Thema vertieft mit Hintergrundinformationen behandelt wurde. BrainFed-Nachschlag wurde im Whiteboard-Stil produziert. BrainFed wurde von der Medieninitiative Du hast die Macht produziert und von der Bundeszentrale für politische Bildung gefördert. Am 24. Juni 2016 wurde BrainFed mit dem Publikumspreis des Grimme Online Award ausgezeichnet.

### TubeClash

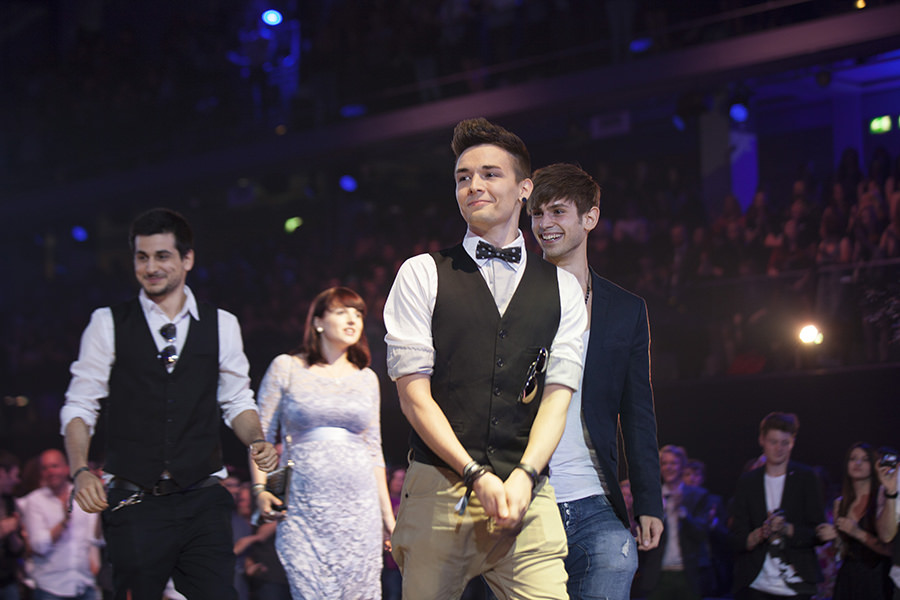
Team TubeClash bei der Verleihung des Webvideopreises 2015: Alican Eren Kuzu, Nina Benz, Marik Roeder, Dennis Kostas Weiß

TubeClash war eine auf drei Staffeln ausgelegte Animationsserie, in der jeweils zehn YouTuber in zwei Gruppen („Clashes“) auf einer Insel gegeneinander antraten. Die Staffeln erschienen jährlich, die Folgen innerhalb einer Staffel wurden wöchentlich veröffentlicht. Inspiriert wurde die Serie vom Dschungelcamp, im Unterschied zu diesem konnten bei TubeClash die Zuschauer jedoch bei der Auswahl der Teilnehmer und beim Verlauf der Handlung mitbestimmen. Die erste Staffel spielte in einem tropischen Regenwald, der an die Hunger Games erinnert, die zweite Staffel spielte in einer postapokalyptischen Stadt mit Bezug zu The Maze Runner. Im Vorfeld einer Staffel konnten die Zuschauer aus einer Liste von 20 YouTubern ihre Favoriten auswählen, die endgültige Auswahl traf jedoch Roeder. YouTuber, die in TubeClash zu sehen waren, sind beispielsweise Taddl, GermanLetsPlay, Julien Bam, Gronkh, Rewinside, iBlali und JuliensBlog. Während der Staffel konnten die Zuschauer dann über ihre Kommentare den Verlauf der Handlung beeinflussen und für ihren Favoriten abstimmen. Um die Kommentare der Zuschauer in die Folgen einarbeiten und die Abstimmungsergebnisse berücksichtigen zu können, erstellte Roeder das finale Skript für die nächste Folge erst nach Veröffentlichung der vorherigen Folge, anschließend erfolgen Animation und Synchronisation. Die zehn Folgen der ersten Staffel wurden von August bis Oktober 2014 veröffentlicht, die zehn Folgen der zweiten Staffel von November 2015 bis Januar 2016. Die zehn Folgen der dritten Staffel FinalClash wurden zwischen November 2016 und Februar 2017 veröffentlicht.

Abonnenten und monatliche Views des Kanals darkvikt0ry.

TubeClash war das erste Animationsprojekt von Roeder, das nicht von ihm allein produziert wurde. An der Produktion der ersten Staffel waren sechs Personen beteiligt, an der zweiten Staffel arbeiteten zwölf Personen. Die dafür notwendige Finanzierung erreichte Roeder über die Crowdfunding-Plattform Startnext. Beim Crowdfunding zur zweiten Staffel im August 2015 kam es zu einem Zwischenfall, bei dem eine Person ungedeckte Zusagen über die Crowdfunding-Plattform abgab, sodass das angestrebte Fundingziel schnell überschritten wurde und die Bereitschaft anderer, das Projekt mit Geld zu unterstützen, sank. Trotzdem konnten für die zweite Staffel 38.000 Euro bei einem angegebenen Fundingziel von 25.000 Euro von über 900 Unterstützern erreicht werden. Beim Crowdfunding für die erste Staffel von März bis Juni 2014 wurden 8.000 Euro bei einem angegebenen Fundingziel von 3.000 Euro von 180 Unterstützern erreicht, dabei waren auch prominente Unterstützer wie zum Beispiel Gronkh. Weitere Kosten des Projektes wurden über Sponsoring gedeckt.
Die Finanzierung der dritten und letzten Staffel FinalClash war zunächst in Gefahr, als Roeders Multi-Channel-Network Endemol Shine beyond ankündigte, den Betrieb Ende Juli 2016 einzustellen. Endemol hatte sich für Roeder zum Beispiel um die gesamte Auswertung und den Vertrieb von TubeClash gekümmert. Nun wird FinalClash als Format auf funk, dem Online-Medienangebot der ARD und des ZDF, ausgespielt. FinalClash wurde von Roeder und gatzke.media von Daniel Gatzke (SceneTakeTV) produziert, ein Crowdfunding fand nicht statt. Auf den Videodays Köln 2016 kündigte Roeder den Start der Staffel für den 25. November 2016 an, sodass am 10. Februar 2017 die allerletzte Folge TubeClash auf YouTube online kam. Während der drei Jahre wurden ebenfalls The Making (anfangs noch Behind the Scenes) sowie Creator's Commentary zu den aktuellen Folgen hochgeladen.

### Broadcast My Ass

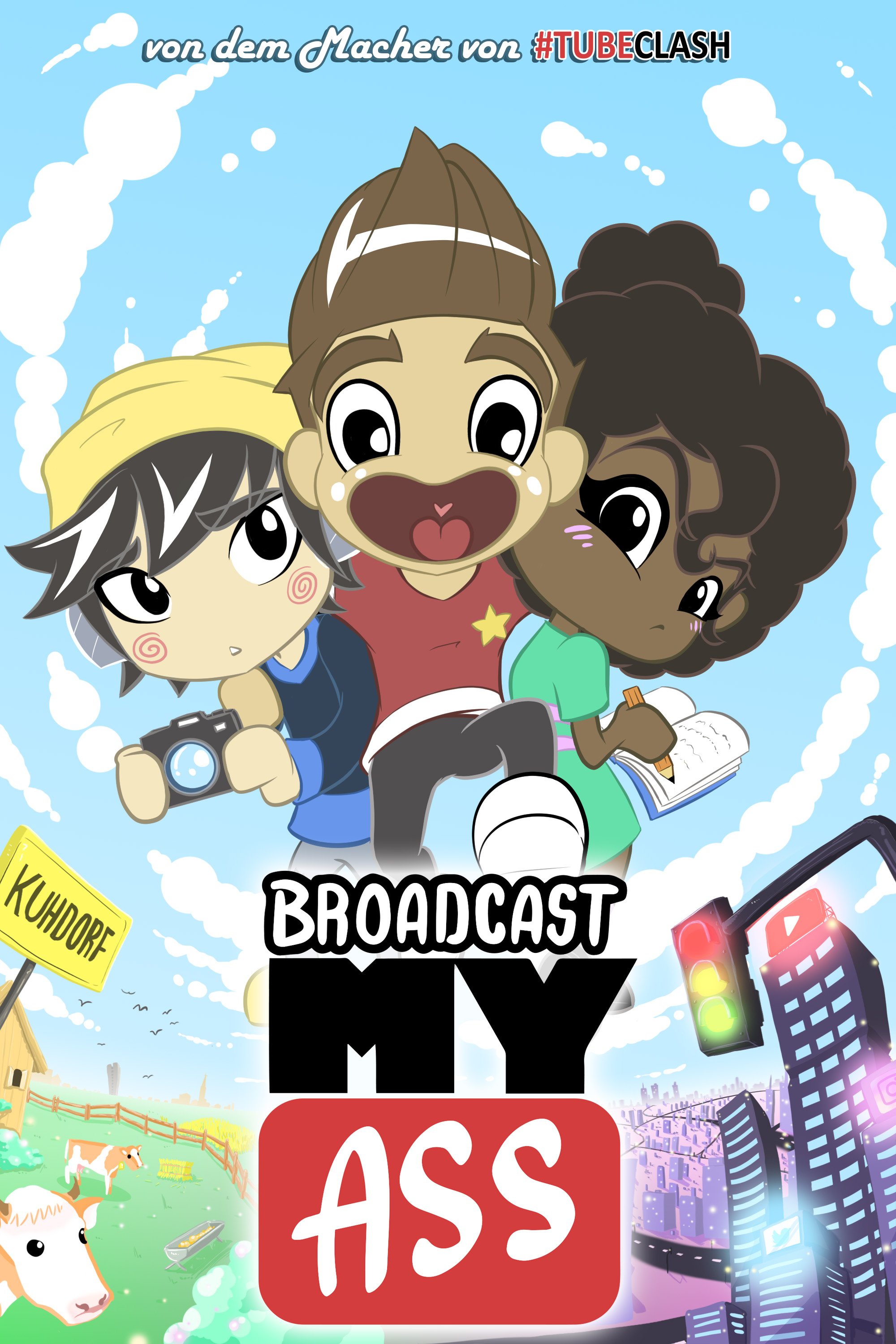
Artwork mit den Hauptcharakteren (v.l.n.r) Stein, Timmy und Lana

Am 1. November 2019 veröffentlichte Roeder die erste Folge der Animationsserie Broadcast My Ass, die auf dem gleichnamigen YouTube-Kanal veröffentlicht und von funk finanziert wird. Sie dreht sich um den Jungen Timmy, der zu einem erfolgreichen YouTuber werden will und dabei die Unterstützung von seinem besten Freund Stein als Kameramann und der neuen im Dorf, Lana erhält. Ihr fällt es schwer, Anschluss in der Schule und im Dorfleben zu finden, da sie als Einzige aus der Stadt kommt. Ihre Mitschüler versuchen die drei allerdings an ihrem Vorhaben und Erfolg auf YouTube zu hindern. Der Titel ist von dem YouTube-Slogan „Broadcast Yourself“ inspiriert und parodiert die Online-Abhängigkeit und Bedürfnisse der Generation Z sowie die Pop- und Netzkultur satirisch.

### Radiomoderator
Seit 2022 ist Roeder einer der Moderatoren des Formats Blue Moon des Hörfunksenders Fritz des Rundfunks Berlin-Brandenburg. Die Sendung wird auch als Podcast veröffentlicht.

## Auszeichnungen
- 2008: Zweiter Preis des Antigewaltprojektes Maneo des Berliner Mann-O-Meter für die Ausstellung Coming Out in Dallow[7]
- 2013: Nominierung für den Deutschen Webvideopreis in der Kategorie LOL für DSDS 2012 – FINALE: PARODIE ANIMATION [Animarik][19][20]
- 2015: PlayAward in der Kategorie Innovation für #TubeClash[39]
- 2015: Deutscher Webvideopreis in der Kategorie Best Video Of The Year für #TubeClash – Episode 01[40][29]
- 2015: Deutscher Webvideopreis in der Kategorie AAA Animation für #TubeClash[40][29]
- 2015: Deutscher Webvideopreis in der Kategorie AAA Skript für #TubeClash[40][29]
- 2016: Deutscher Preis für Onlinekommunikation in der Kategorie Podcast für BrainFed[41]
- 2016: Grimme Online Award in der Kategorie Publikumspreis für BrainFed[27]
- 2016: Politikaward in der Kategorie Medienformat für BrainFed[42]
- 2016: Pädagogischer Interaktiv-Preis des SIN – Studio im Netz in der Kategorie Websites für Jugendliche für BrainFed[43]
- 2017: Nominierung für den Deutschen Webvideopreis in der Kategorie Best Video of the Year für den dritten Teil der Webserie TubeClash[44]
- 2019: SPIEGEL-Bestseller Jugendromane Platz 9 im Mai 2019 mit ONE EXIT - Verloren im Untergrund[45]
- 2019: SPIEGEL-Bestseller Hardcover Belletristik Platz 18 in der Ausgabe 13/2019 mit ONE EXIT - Verloren im Untergrund[46]
- 2020: Alternativer Medienpreis in der Kategorie Vernetzung gemeinsam mit MESH Collective mit der Kampagne #DeineWürde[47][48]
- 2020: Latitude Film Awards, Silver Award - MAY 2020 in der Kategorie Web Series / TV Pilot für Broadcast My Ass[49]
- 2020: Nominierung beim Webfest Berlin 2020, Top 5 in Comedy Series Selection & German Series für Broadcast My Ass[50][51]
- 2020: Webfest Berlin 2020, Audience Favorite Winner für Broadcast My Ass[52]
- 2022: Love Story Film Festival London 2022 in der Kategorie BEST ANIMATION für SEXUAL FRIENDSHIP WITH MY BFF[53]
- 2022: VideoDays Award in der Kategorie Animation[54]

## Werke
- Vertraute Dir… 1. Auflage. Bettina Peters Verlag, Titz 2006, ISBN 3-939691-20-8 (48 S.).
- Black Clown – Mixtape (2011)[55]
- TubeClash – The Movie. DVD und Blu-ray, 90 Minuten, Turbine Classics (Rough Trade Distribution) 2015.
- TubeClash 02 – The Movie. DVD und Blu-ray, 240 Minuten, Turbine Classics (Rough Trade Distribution) 2016.
- TubeClash - FinalClash - The Movie. DVD und Blu-ray Disc, ca. 93 Minuten, Gatzke.Media (Content Creator Consulting) 2017.
- One Exit – Verloren im Untergrund : Vom Macher von TubeClash. 1. Auflage. Loewe, Bindlach 2019, ISBN 978-3-7432-0335-8 (400 S., eingeschränkte Vorschau in der Google-Buchsuche).
- Broadcast My Ass[56], 2019 bis 2020, Webserie für Funk, dem jungen Angebot von ARD & ZDF[57]
- Schreib Mich Ab, Staffel 1 & 2, 2022 bis 2023, interaktiver Hörspiel-Podcast für den rbb und Funk, dem jungen Angebot von ARD & ZDF[58]
- Die Moral der Geschichte, 2023, Kurzfilm im Auftrag der Bundeszentrale für politische Bildung[59]
- Secondhand Toyfriend – LGBTQIA+-Liebesgeschichte über die Hürden des Coming-Outs von YouTube-Couple darkviktory und Kostas Kind. 1. Auflage. Fischer, Frankfurt 2024, ISBN 978-3-7335-5037-0 (256 S.).

## Synchronisation
- Bienvenu Zama Minkoulou (Regie): Die große Schatzkiste für die Kinder der Zukunft – Kamerun. DVD, 27 Minuten, Evangelisches Zentrum für Entwicklungsbezogene Filmarbeit, Produktion: Faust Film + Projekt, Berlin, Co-Produktion: Doual'art, Douala 2008 (Originaltitel: Treasure Chest Cameroon; Voice Over).
- Christian Mörken: Chaos auf der Bühne (= Club der 7 Siegel. Band 6). SCM Hänssler, Holzgerlingen 2010, ISBN 978-3-7751-5187-0 (Rolle: Ricky Rock).
- Kerstin Engelhardt: Mary Slessor – Die Giftprobe von Calabar. SCM Hänssler, Holzgerlingen 2011, ISBN 978-3-7751-5279-2.
- Hunter x Hunter, Lin Koshi, Episode 77-79, 83, 147[60]
- Haikyu!!, Shouta Yura, Episode 62, 64[60]
- Demon Slayer, Sumiyoshi Kamado, Episode 45[60]